# De l’Esprit géométrique et de l’Art de persuader
De l’Esprit géométrique et de l’Art de persuader é um livro composto por Pascal por volta de 1658. Era para ser o prefácio de um ensaio sobre os elementos da geometria, destinado às Petites écoles de Port-Royal, mas este tratado foi finalmente escrito por Arnauld nove anos depois. Embora muito breve, este texto condensa vários temas caros a Pascal e que ele desenvolve paralelamente em suas outras obras, incluindo o duplo infinito e os limites da ciência humana (Pensées), mas também, mais formalmente, a exigência de clareza e probidade sem qual não há progresso (Les Provinciales, Préface pour le traité du vide). De l’Esprit géométrique é, de um ponto de vista específico, uma apologia da matemática, posta como modelo para a conduta da mente; mas é ainda um dos textos em que Pascal mostra com mais clareza as razões de sua conversão a um cristianismo rigoroso, pois mostra como o coração suplanta a razão no reino do inconcebível.
As duas seções que o título sugere correspondem às duas tarefas que devem ser realizadas para demonstrar a verdade: provar cada proposição em particular (que L’esprit de géométrie expõe) e organizar todas as proposições na melhor ordem (que é o tema de L’art de persuader). Mas a ordem real é, em última análise, mais frouxa e deixa espaço para reflexões menos geométricas do que metafísicas, razão pela qual se percebe, com razão, que L’Esprit géométrique se encaixa mais amplamente na abordagem apologética de Pascal.

## Principais conceitos
- Espírito da geometria: É o espírito capaz de ver os princípios fornecidos pela luz natural e construir raciocínios a partir deles. Um fragmento de Pensées mostra, no entanto, a inadequação e grosseria dessa qualidade quando se trata de raciocinar sobre objetos comuns (e não matemáticos), cujos princípios, menos óbvios, não podem ser formalizados.
- Definição de nome/definição de coisa: As definições nominais são "apenas a imposição de nomes a coisas que foram claramente designadas em termos perfeitamente conhecidos". Livres e silenciosos quanto à essência das coisas designadas, eles se contentam em definir uma certa divisão da realidade: assim, por número par entendo o conjunto dos números divisíveis por dois; assim simplifico meu discurso ao abreviá-lo. Em contraste, as definições reais pretendem dizer a essência das coisas; Pascal rejeita essas tentativas, argumentando que essa essência é conhecida, mas inefável, porque é um conhecimento do coração e não da razão.
- Luz natural: É o conjunto de princípios claros por si mesmos, que a natureza colocou no homem. Número, espaço, tempo, movimento, igualdade estão entre aqueles princípios que nenhuma definição pode esclarecer. O homem não tem uma definição a dar desses termos, mas todos concordam com a realidade que esses termos designam.
- Concepção/admiração: Estas duas atitudes humanas perante o conhecimento não são redutíveis. Onde Descartes e Spinoza procuram destruir toda admiração, Pascal marca uma ruptura fundamental entre duas ordens de conhecimento, das quais a prática da geometria nos convida a tomar consciência. A admiração é a submissão da razão ao que ela não pode compreender, aliada a um respeito religioso por Deus e sua criação em seu conjunto, na medida em que estão fora do alcance do homem.
- Infinito duplo: Estado de tempo, espaço, número e movimento, que estão cada um entre os dois infinitos, sendo qualquer que seja sua magnitude sempre infinitamente distante dos extremos. A resposta matemática ao problema da divisibilidade infinita do espaço leva a ter em conta o lugar do homem (e de toda a criação) nesta dupla infinitude, que deve retirar-lhe toda a presunção ao revelar o seu estatuto de criatura contingente que não tem outra apoio do que fé.[1][2][3][4]